# Великомошківська сільська рада
Великомошківська сільська рада — колишня адміністративно-територіальна одиниця та орган місцевого самоврядування в Овруцькому районі Коростенської, Волинської округ, Київської та Житомирської областей УРСР з адміністративним центром у с. Великі Мошки.

## Населені пункти
Сільській раді на момент ліквідації були підпорядковані населені пункти:
- с. Великі Мошки
- с. Малі Мошки

## Населення
Кількість населення ради, станом на 1923 рік, становила 1 075 осіб, кількість дворів — 227.

## Історія та адміністративний устрій
Утворена 1923 року в складі сіл Великі Мошки та Малі Мошки Гладковицької волості Овруцького повіту Волинської губернії. 7 березня 1923 року увійшла до складу новоствореного Овруцького району Коростенської округи. 24 серпня 1923 року, відповідно до рішення Волинської ГАТК (протокол № 4 «Про зміни границь в межах округів, районів і сільрад»), до складу ради передано хутір Бідуни Потаповицької сільської ради Овруцького району. 21 жовтня 1925 року х. Бідуни передано до складу новоствореної Невгодівської сільської ради Овруцького району. У 1941—43 роках с. Малі Мошки входило до складу Маломошківської сільської управи Овруцького ґебіту.
Станом на 1 вересня 1946 року сільська рада входила до складу Овруцького району Житомирської області, на обліку в раді перебували села Великі Мошки та Малі Мошки.
11 серпня 1954 року, відповідно до указу Президії Верховної ради УРСР «Про укрупнення сільських рад по Житомирській області», сільську раду ліквідовано, територію та населені пункти включено до складу Раківщинської сільської ради Овруцького району Житомирської області.